# NGC 5697
NGC 5697 is een spiraalvormig sterrenstelsel in het sterrenbeeld Ossenhoeder. Het hemelobject werd op 9 april 1787 ontdekt door de Duits-Britse astronoom William Herschel.

## Synoniemen
- IC 4471
- UGC 9407
- MCG 7-30-31
- ZWG 220.33
- IRAS 14345+4154
- PGC 52207